# 丹尼士·希利
丹尼士·溫斯頓·希利，希利男爵，CH，MBE，PC（英語：Denis Winston Healey, Baron Healey，1917年8月30日—2015年10月3日），英國工黨政治家，曾先後在1960年代和1970年代出任國防大臣及財政大臣等職。

## 生平

### 早年生涯
希利在1917年8月30日生於肯特郡莫定咸（Mottingham），後在5歲時隨家人遷居到約克郡的布拉福。希利的中間名乃取自邱吉爾，他的祖父為裁縫，原居於北愛爾蘭恩尼斯基林，至於其父親則是工程師，早年曾在夜校攻讀。
希利早年受教於布拉福文法學校，在1936年以優異成績取得獎學金進入牛津大學貝利奧爾學院，修讀拉丁文、希臘文學與及遠古歷史及哲學。在大學期間，希利開始涉足工黨政治，但沒有像其他活躍政治的人加入牛津統一學會。希利曾於1937年加入共產黨但後來在1939年因反對《蘇德互不侵犯條約》之簽訂而退黨。
希利在牛津求學時還認識了日後成為首相的希思。希思與希利兩人是好友，但日後在政壇則進而成為競爭對手。希利後在1940年以雙重一級榮譽畢業。

### 二戰生涯
畢業後，希利立即參軍，並加入皇家工兵團服役。在整個第二次世界大戰期間，他曾經在北非、西西里和意大利等地作戰，另外，希利也曾在英軍於安齊奧的登陸行動中擔任軍事登陸人員。大戰完結後，希利以少校軍階退役，儘管軍方曾以陸軍中校軍階作為勸留待遇，但是遭到他的拒絕。
同時間，希利在戰後加入工黨，並在退役前出席了1945年的工黨大會。在大會上，希利發表了一篇富有左翼色彩的演講，因而備受重視。未幾，英國在同年舉行大選，希思被派到保守黨佔據的帕德塞與奧爾利（Pudsey and Otley）選區參選。雖然比較起上一次大選的表現，希利為工黨在該選區取得多一倍的選票，但最後仍然以1,651票差距落敗。在落選後，他獲工黨聘任為國際部秘書。

### 政治生涯
在1952年2月，希利出選東南里茲選區的補選，並以7,000票的多數優勢擊倒對手，成功進入下議院。
工黨在1950年代曾陷於派系爭鬥之中，當時的希利則支持了黨內較為溫和的一派。儘管希利與時任黨魁休·蓋茨克是朋友以及他的支持者，不過當蓋茨克在1963年遽逝後，希利卻先後在第一與第二輪黨魁投票中，投票給卡拉漢和韋爾遜。希利曾認為另一黨魁熱門候選人喬治·布朗為人喜怒無常，相反，他認為韋爾遜則能夠團結工黨，並有能力帶領工黨在下屆大選勝出，因此在黨魁選舉支持韋爾遜。
在1964年大選，工黨終於擊敗保守黨上台執政，而新首相韋爾遜亦立即委任希利為國防大臣。任內，希利積極削減英國國防開支，他除了終止軍方研製TSR-2轟炸機之計劃外，並減少英國在世界各地的駐軍數量。希利任國防大臣達六年之久，至1970年6月因韋爾遜政府垮台而卸任。

### 財政大臣
在1972年4月，羅伊·詹金斯因為歐洲問題而辭去影子財相一職，希利遂獲起用，以接替詹金斯之空缺。至1974年3月，工黨在大選中以些微優勢重新執政，韋爾遜再任用希利到內閣供職，並且出任財政大臣。後來韋爾遜突然在1976年3月提出辭呈，希利遂立即表態有意競逐黨魁。然而，在同年年初的時候，他曾發表過言論，指黨內的左翼份子像「中國人細小的腦袋一樣不正常」。雖然其言論意在嘲諷毛澤東思想支持者，但卻引起了華人社區的極大反響。在這種陰影籠罩下，希利在3月25日第一輪黨魁選舉中僅得30票，至3月30日第二輪選舉亦只得38票，並未能進入第三輪投票。結果，希利轉為支持卡拉漢，而卡拉漢1976年4月接任首相後，希利亦繼續留任原職。
希利出任財相任內，英國正面臨全球性的經濟衰退。為抗擊衰退他曾接連推出多份苛刻的財政預算案，並試圖與各大工會談判，以限制職工之加薪幅度。然而，後來由於和工會談判破裂，結果引致英國於1978年年尾至1979年年初爆發「不滿的冬天」，國內出現了一連串的工業糾紛和大罷工，使市政服務陷於停頓，經濟處於混亂狀態。未幾，工黨政府在同年大選大敗於以戴卓爾夫人為首的保守黨，希利亦隨之下台。

### 影子外相
卡拉漢在1980年9月辭任黨魁後，希利再次表態競逐黨魁。其時工黨正陷於新一輪的分裂之中，由於不少希利所代表的右翼黨員正籌謀另組政黨，最後希利被左翼的米高·富特擊敗，僅能出任副黨魁之位。到翌年，希利的副黨魁地位進而獲東尼·貝恩挑戰。在這次副黨魁的選舉中，工黨採用了新的選舉規則，容許工黨國會議員以外，其他的工黨黨員和工會也有權投票，結果在1981年9月27日的選舉中，希利取得50.4%的支持，險勝貝恩所得的49.6%支持。
自1980年至1987年，希利一直擔任著影子外交大臣之職，任內反對工黨的單方面裁減核武政策，因而獲得不少支持。在1983年，工黨在大選再度被保守黨打敗後，希利不再任副黨魁，至於在1987年大選後，希利進而脫離影子內閣，到1992年更不再競逐過去40年所佔的里茲議席，退出下院；同年獲策封為終身貴族，封號則為西約克郡里德爾斯頓的希利男爵（Baron Healey, of Riddlesden in the County of West Yorkshire）。對於自己從未能出任外相，希利曾對此表示可惜；至於在工黨內，不少人更評論希利是「我們從沒有擁有過的最佳首相」。另外，希利亦是彼尔德伯格会议之創辦人之一。

### 晚年
希利在退出下院後仍然經常發表政論，例如在1994年，他就曾支持貝理雅出任工黨黨魁。然而，在貝理雅日後在任首相的後期，希利卻多番對他作出批評，並屢言貝理雅應儘早下台，讓白高敦接任首相。在2007年3月接受BBC訪問的時候，希利更直言不諱地評論，指「貝理雅愈早走愈好」。
希利晚年與妻子退居於東薩塞克斯郡，他的妻子在2010年7月21日逝世，終年92歲。2015年10月3日，希利卒於東薩西克斯郡家中，終年98歲。

## 家庭
在1945年12月21日，希利與埃德娜·梅·埃蒙德斯（Edna May Edmunds，1918年6月14日－2010年7月21日）結婚，兩人共育有三名孩子。而希利的興趣包括攝影、音樂、繪畫和寫詩。

## 著作
- The Curtain Falls（1951年）
- New Fabian Essays（1952年）
- Neutralism（1955年）
- A Neutral Belt in Europe（1958年）
- NATO and American Security（1959年）
- The Race Against The H Bomb（1960年）
- Healey's Eye（1980年，相集）
- The Time of My Life（1989年，自傳）
- When Shrimps Learn to Whistle（1990年）
- My Secret Planet（1992年，選集）
- Denis Healey's Yorkshire Dales（1995年）
- Healey's World（2002年）

## 榮譽
- M.B.E.
- P.C.（1964年）
- C.H.（1979年）
- 終身貴族（1992年6月29日）

## 請參見
- 英國工黨
- 韋爾遜
- 卡拉漢

## 註腳
1. ↑  The Daily Telegraph, 24 February, 1976
2. ↑  Passed/failed: An education in the life of Denis Healey, Labour peer （页面存档备份，存于）, The Independent, 4 May 2006
3. ↑  Jon Ronson interviews Denis Healey about Bilderberg - Healey (HTML) (2006-07-07). Retrieved on 2007-01-13.
4. ↑   (HTML). 2006-07-07  [2007-01-13]. （原始内容存档于2006-10-18）.
5. ↑  Denis Healey at 90 （页面存档备份，存于）, BBC, 30th August, 2007
6. ↑  "'Labour Party giant' Denis Healey dies at 98 （页面存档备份，存于）", BBC News, 3 October 2015.

## 外部連結
- 有關核武的訪問
- BBC希利90歲生辰前夕專訪（页面存档备份，存于）
- The old bruiser who remained the boy next door（页面存档备份，存于），觀察家報

| 官衔                   | 官衔                       | 官衔                     |
| ---------------------- | -------------------------- | ------------------------ |
| 前任者： 安奈林·貝文   | 影子外務大臣 1959年–1961年 | 繼任者： 韋爾遜          |
| 前任者： 彼得·霍尼戈夫 | 國防大臣 1964年–1970年     | 繼任者： 卡靈頓勳爵      |
| 前任者： 何謨爵士      | 影子外務大臣 1970年–1972年 | 繼任者： 卡拉漢          |
| 前任者： 羅伊·詹金斯   | 影子財政大臣 1972年–1974年 | 繼任者： 羅伯特·卡爾     |
| 前任者： 安東尼·巴伯   | 財政大臣 1974年–1979年     | 繼任者： 賀維爵士        |
| 前任者： 米高·富特     | 工黨副黨魁 1980年–1983年   | 繼任者： 羅伊·哈特斯利   |
| 前任者： 彼得·索爾     | 影子外務大臣 1980年–1987年 | 繼任者： 杰拉爾德·考夫曼 |